# Тодибо, Жан-Клер
Жан-Клер Димитри́ Роже́ Тодибо́ (фр. Jean-Clair Dimitri Roger Todibo; родился 30 декабря 1999 года в Кайенна, Французская Гвиана) — французский футболист, центральный защитник клуба «Вест Хэм Юнайтед» и  сборной Франции.

## Клубная карьера
Тодибо — воспитанник клубов «Ле Лила» и «Тулуза». В 2018 году в матче против «Бордо» он дебютировал за последний в Лиге 1. 30 сентября в поединке против «Ренна» Жан-Клер забил свой первый гол за «Тулузу». 31 января 2019 года Тодибо подписал контракт с испанской «Барселоной» на четыре года и будет носить игровую форму под номером «6» . 13 апреля в матче против «Уэски» он дебютировал в Ла Лиге.
15 января 2020 года Тодибо был отдан в аренду до конца сезона немецкому «Шальке 04» с последующим правом выкупа за 25 млн евро. 31 января в матче против «Герты» он дебютировал в Бундеслиге.
Летом 2020 года Тодибо на правах аренды перешёл в лиссабонскую «Бенфику». 12 января 2021 года в матче Кубка Португалии против «Эштрелы» он дебютировал за новую команду. В феврале того же года Тодибо был арендован «Ниццой». 3 февраля в матче против «Монако» он дебютировал за новую команду. 25 апреля в поединке против «Монпелье» Жан-Клер забил свой первый гол за «Ниццу». По окончании аренды клуб выкупил трансфер Тодибо.

## Международная карьера
В 2019 году Тодибо в составе молодёжной сборной Франции принял участие в молодёжном чемпионате мира в Польше. На турнире он сыграл в матче против команды Мали.

## Статистика выступлений

### Клубная статистика
| Выступление      | Выступление      | Выступление      | Лига | Лига | Кубки | Кубки | Еврокубки | Еврокубки | Итого | Итого |
| Клуб             | Лига             | Сезон            | Игры | Голы | Игры  | Голы  | Игры      | Голы      | Игры  | Голы  |
| ---------------- | ---------------- | ---------------- | ---- | ---- | ----- | ----- | --------- | --------- | ----- | ----- |
| Тулуза           | Лига 1           | 2018/19          | 10   | 1    | 0     | 0     | 0         | 0         | 10    | 1     |
| Тулуза           | Итого            | Итого            | 10   | 1    | 0     | 0     | 0         | 0         | 10    | 1     |
| Барселона        | Примера          | 2018/19          | 2    | 0    | 0     | 0     | 0         | 0         | 2     | 0     |
| Барселона        | Примера          | 2019/20          | 2    | 0    | 0     | 0     | 1         | 0         | 3     | 0     |
| Барселона        | Итого            | Итого            | 4    | 0    | 0     | 0     | 1         | 0         | 5     | 0     |
| Шальке 04        | Бундеслига       | 2019/20          | 0    | 0    | 0     | 0     | 0         | 0         | 0     | 0     |
| Шальке 04        | Итого            | Итого            | 0    | 0    | 0     | 0     | 0         | 0         | 0     | 0     |
| Всего за карьеру | Всего за карьеру | Всего за карьеру | 14   | 1    | 0     | 0     | 1         | 0         | 15    | 1     |